# C4ISTAR

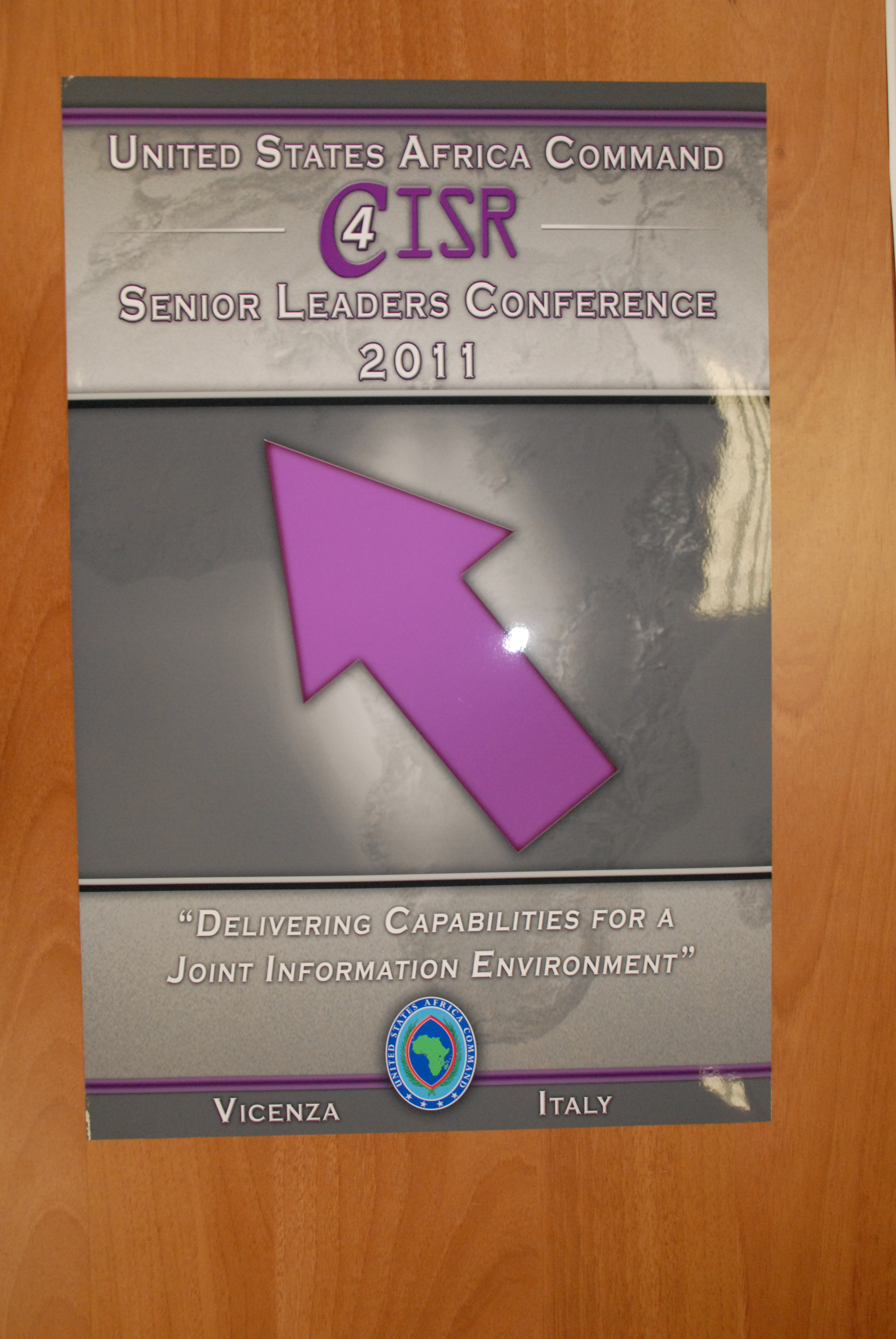
Conferenza C^{4}ISR, 2011

C4ISTAR è un acronimo in inglese usato per rappresentare funzioni militari mediante un numero che funge da esponente della lettera C ed indica mediante Cx (comando), I (informazioni), e STAR, i sottosistemi che permettono la coordinazione delle operazioni militari.
- Cx indica comando, controllo, comunicazioni, informatizzazione (Computers) Sistema di combattimento (Combat systems)
- I  rappresenta informazioni/interoperabilità, S sorveglianza, TA acquisizione bersaglio, R ricognizione/riconoscimento

## Comando, controllo, comunicazioni, informatizzazione
Command, control, communications, computers: i termini comando e controllo si riferiscono alla capacità di dirigere l'azione militare. Le comunicazioni permettono il coordinamento e l'Informatizzazione è un elemento chiave della guerra moderna.
Le sue varianti sono:
| Sigla  | Significato                                                                             | Traduzione                                                                                       |
| ------ | --------------------------------------------------------------------------------------- | ------------------------------------------------------------------------------------------------ |
| C²/C&C | Command, control                                                                        | Comando, controllo                                                                               |
| C²IS   | Command, control, information systems                                                   | Comando, controllo, sistema informativo                                                          |
| C³     | Command, control, communications                                                        | Comando, controllo, comunicazioni                                                                |
| C³I    | Command, control, communications, intelligence                                          | Comando, controllo, comunicazioni, spionaggio                                                    |
| C4     | Command, control, communications, computers                                             | Comando, controllo, comunicazioni, informatizzazione                                             |
| C4I    | Command, control, communications, computers, intelligence                               | Comando, controllo, comunicazioni, informatizzazione, informazioni                               |
| C4I²   | Command, control, communications, computers, intelligence, interoperability             | Comando, controllo, comunicazioni, informatizzazione, informazioni, interoperabilità             |
| C4ISR  | Command, control, communications, computers, intelligence, surveillance, reconnaissance | Comando, controllo, comunicazioni, informatizzazione, informazioni, sorveglianza, riconoscimento |
| C4IEW  | Command, control, communications, computers, intelligence, electronic Warfare           | Comando, controllo, comunicazioni, informatizzazione, informazioni, guerra elettronica           |
| C5I    | Command, control, communications, computers, combat systems, intelligence               | Comando, controllo, comunicazioni, informatizzazione, sistemi di combattimento, informazioni     |

## Informazioni, sorveglianza, acquisizione obiettivi, riconoscimento
ISTAR (Intelligence, surveillance, target acquisition, reconnaissance) è l'acronimo di informazioni, sorveglianza, acquisizione obiettivi, riconoscimento e descrive i metodi di osservazione del nemico e della propria area operativa. Anche RISTA (Reconnaissance, intelligence, surveillance, target acquisition).
Le sue varianti sono:
| Sigla | Significato                                                      | Traduzione                                                          |
| ----- | ---------------------------------------------------------------- | ------------------------------------------------------------------- |
| I     | Intelligence                                                     | Informazioni                                                        |
| S&R   | Surveillance, reconnaissance                                     | Sorveglianza, ricognizione                                          |
| ISR   | Intelligence, survelliance, Reconnaissance                       | Informazioni, sorveglianza, ricognizione                            |
| STA   | Surveillance, target acquisition                                 | Sorveglianza, acquisizione obiettivi                                |
| STAR  | Surveillance, target acquisition, Reconnaissance                 | Sorveglianza, acquisizione obiettivi, riconoscimento                |
| STANO | Surveillance, target acquisition, Night Observation              | Sorveglianza, acquisizione obiettivi, osservazione notturna         |
| RSTA  | Reconnaissance, surveillance, target acquisition                 | Ricognizione, sorveglianza, acquisizione obiettivi                  |
| RISTA | Reconnaissance, intelligence, surveillance, target acquisition   | Ricognizione, informazioni, sorveglianza, acquisizione obiettivi    |
| ERSTA | Electro-Optical Reconnaissance, surveillance, target acquisition | Riconoscimento elettro-ottico, sorveglianza, acquisizione obiettivi |

## C4ISTAR
Molte varianti di questo acronimo sono usate attualmente o sono state usate in passato:
| Sigla   | Significato                                                                                      | Traduzione                                                                                            |
| ------- | ------------------------------------------------------------------------------------------------ | --- |
| C³ISR   | Command, control, communications, intelligence, surveillance, reconnaissance                     | Comando, controllo, comunicazioni, informazioni, sorveglianza, riconoscimento                         |
| C³ISTAR | Command, control, communications, intelligence, surveillance, target acquisition, reconnaissance | Comando, controllo, comunicazioni, informazioni, sorveglianza, acquisizione obiettivi, riconoscimento |
| C4ISR   | Command, control, communications, computers, intelligence, surveillance, reconnaissance          | Comando, controllo, comunicazioni, informatizzazione, informazioni, sorveglianza, riconoscimento      |